# Robustochelia robusta
Robustochelia robusta är en kräftdjursart som först beskrevs av Rosalia Konstantinovna Kudinova-Pasternak 1970.  Robustochelia robusta ingår i släktet Robustochelia, överfamiljen Paratanaoidea, ordningen tanaider, klassen storkräftor, fylumet leddjur och riket djur. Inga underarter finns listade i Catalogue of Life.